# Челсма (река)
Че́лсма (Чёлсма) — река в России, протекает по Галичскому району Костромской области.
Исток реки находится у деревни Мужилово. Река течёт сначала на запад, потом поворачивает на север. Река протекает через деревни Раменье, Починок Савин, Наумово, Лукино, Крутцы, Кордон, Малофеево, Волково, Рахманово, Акулинино, Чёлсма и Починок. В деревне Челсма реку пересекают автодорога и две ветки железной дороги из Галича на Нерехту и на Буй. Устье реки находится у озера Галичское. Длина реки составляет 48 км, площадь водосборного бассейна — 261 км². Притоки левый — Востошна, правый — Каменка, впадают в нижнем течении между Акулининым и деревней Челсма, правый Порнега впадает около деревни Палкино, левый Тора — впадает напротив Раменье.

## История названия
В книге «Картины России» П. П. Свиньина, владельца имения на берегу реки, она названа Чолмска:

«Рѣки, впадающія въ озеро, изобилуютъ налимами и раками, въ особенности Чолмска и Шокша, изъ коихъ первая отличается еще высокими берегами, напоминающими, по живописнымъ видамъ своимъ, Швейцарію и Богемію»
На плане Генерального межевания Галичского уезда Костромской губернии, река подписана как Чолсма.

## Данные водного реестра
По данным государственного водного реестра России относится к Верхневолжскому бассейновому округу, водохозяйственный участок реки — Кострома от истока до водомерного поста у деревни Исады, речной подбассейн реки — Волга ниже Рыбинского водохранилища до впадения Оки. Речной бассейн реки — (Верхняя) Волга до Куйбышевского водохранилища (без бассейна Оки).
Код объекта в государственном водном реестре — 08010300112110000012397.

## Топографические карты
- Лист карты O-38-49 Галич. Масштаб: 1 : 100 000. Издание 1972 г.
- Лист карты O-38-61 Игодово. Масштаб: 1 : 100 000. Состояние местности на 1981 год. Издание 1986 г.
- Лист карты O-38-62 Палкино. Масштаб: 1 : 100 000. Состояние местности на 1982 год. Издание 1986 г.